# Mühltal
Mühltal è un comune tedesco di 13 922 abitanti, situato nel Land dell'Assia.